# Casimiroa microcarpa
Casimiroa microcarpa är en vinruteväxtart som beskrevs av Cyrus Longworth Lundell. Casimiroa microcarpa ingår i släktet Casimiroa och familjen vinruteväxter. Inga underarter finns listade i Catalogue of Life.